# موت رحيم
القتل الرحيم أو تهوين الموت (من εὐθανασία اليونانية تعني «الموت الجيد»: εὖ، تعني الجيد (حسن أو جيد) وθάνατος، الأصفاد (الموت)) وهو مصطلح يشير إلى ممارسة إنهاء الحياة على نحو يخفف من الألم والمعاناة. وفقا لمجلس اللوردات البريطاني اللجنة الخاصة بآداب مهنة الطب، فإن التعريف الدقيق للقتل الرحيم هو «إجراء تدخل متعمد مع الإعلان عن النية في إنهاء حياة، للتخفيف من معاناة مستعصية على الحل.» 
يُصنَّف القتل الرحيم بطرق مختلفة، أولهما والتي تشمل الطوعي، غير الطوعي والقسري وثانيهما تشمل الإيجابي أو السلبي. غالبا ما يستخدم مصطلح القتل الرحيم للإشارة إلى القتل الرحيم الإيجابي (أنظر بالأسفل)، بهذا المعنى، تُعد عادة القتل الرحيم جريمة قتل جنائية، لكن القتل الرحيم الطوعي، والسلبي غالبا لا يعدان جريمة قتل جنائية.
الجدل الدائر حول مراكز القتل الرحيم يدور حول حجة المعارضين الذي تصف القتل الرحيم بشيء من إثنين: الطوعي ويوصف بأنه «انتحار»، أو القسري ويوصف بأنه قتل. (من هنا، يرى المعارضون أن وجود سياسة واسعة من «القتل الرحيم» هو بمثابة سن قواعد تحسين النسل). يتوقف الكثير على ما إذا كان الموت يعد «سهلا»، أو «غير مؤلم»، أو «سعيدا»، أو إن كان «الموت» غير مشروعا.  المؤيدين للقتل الرحيم عادة ما يرون أنه إذا كانت طبيعة الوفاة زادت المعاناة فإنها وفاة «غير مشروعة»، بينما يرى المعارضين عادة أي حالة وفاة متعمدة بأنها «غير مشروعة». المعنى الأصلي ل«القتل الرحيم» قدم فكرة وجود «الموت المشروع» بعد أن كانت تقتصر فقط على حالات الوفاة الطبيعية.
القتل الرحيم هو أكثر المواضيع النشطة للبحث في الأخلاقيات الحيوية المعاصرة.

## أصل الكلمة
مثل مصطلحات أخرى مستعارة من التاريخ، «القتل الرحيم» كان له معان مختلفة حسب الاستخدام. أول استخدام واضح لمصطلح «القتل الرحيم» يرجع للمؤرخ Suetonius سوطونيوس الذي وصف كيف مات الإمبراطور أوغسطس بسرعة وبدون معاناة في أحضان زوجته ليفيا، مما حقق «الموت الرحيم» الذي كان يرغب فيه.
كان أول استخدام لكلمة «القتل الرحيم» في سياق طبي من قبل فرنسيس بيكون في القرن 17، للإشارة إلى وسيلة موت سهلة، سعيدة وغير مؤلمة، حيث تكون «مسؤولية الطبيب لتخفيف المعاناة البدنية» من الجسم. أشار بيكون إلى القتل الرحيم «الخارجي»، حتى يميزه من المفهوم الروحي الذي يعني «التحضير للروح.»
في اللغة الحالية أصبح المفهوم يعني أشياء مختلفة ولكنها ذات صلة اعتمادا على الفلسفة والعقائد السياسية: حيث أن معارضو القتل الرحيم أو الانتحار بمساعدة الغير، يشيرون إليه «بالعلاقة المسببة لوفاة المريض من قبل طبيب». [بحاجة لمصدر] أما أنصاره يرون بدلا من ذلك بأنه الرعاية الملطفة والتي تخفف من المعاناة. [بحاجة لمصدر]

## تصنيف القتل الرحيم
يمكن تصنيف القتل الرحيم حسب ما إذا كان الشخص أعطى إقرار بالموافقة إلى ثلاثة أنواع: طوعي وغير طوعي وقسري.
هناك نقاش داخل الأدبيات الطبية وعلم الأخلاقيات الحيوية عن الوفاة غير الطوعية (وبالتبعية، القسرية) للمرضى يمكن اعتباره قتلا رحيما، بغض النظر عن النوايا أو ظروف المريض. في التعاريف التي تقدمها بوشامب وديفيدسون، في وقت لاحق، من قبل رين Wreen، الموافقة من جانب المريض لا تعتبر إحدى المعايير الخاصة بهم. مع ذلك، يرى آخرون أن الموافقة أمرا أساسيا. على سبيل المثال، في مناقشة القتل الرحيم قدمت مجموعة عمل الأخلاقيات في عام 2003 من قبل الرابطة الأوروبية للرعاية المسكن (EPAC)، عبارة لا لبس فيها:
| موت رحيم | Medicalized killing of a person without the person's consent, whether nonvoluntary (where the person in unable to consent) or involuntary (against the person's will) is not euthanasia: it is murder. Hence, euthanasia can be voluntary only-القتل الطبي لأي شخص دون موافقة هذا الشخص المعني، سواء كانت غير طوعية (التي يكون فيها الشخص غير قادر على الموافقة) أو قسرية (ضد إرادة الشخص) ليست قتلا رحيما: بل هي قتل عمد. بالتالي، القتل الرحيم يمكن أن يكون طوعية فقط. | موت رحيم |

### القتل الرحيم الطوعي

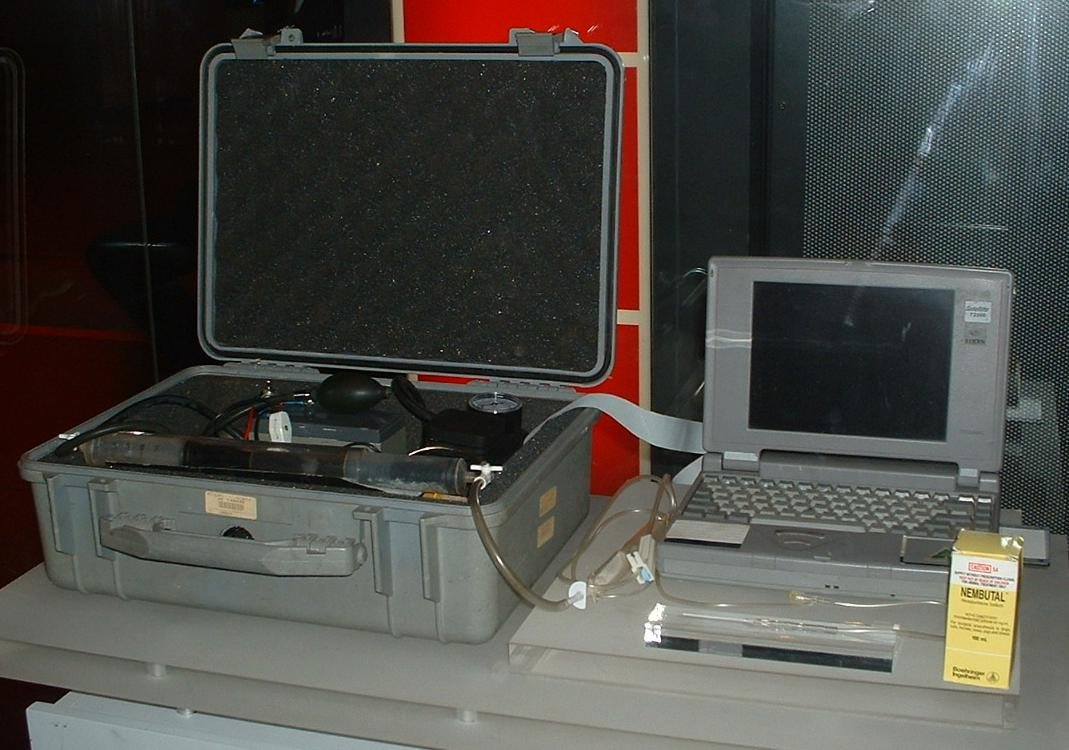
جهاز الموت الرحيم من اختراع الطبيب الأسترالي فيليب نيتشكه.

القتل الرحيم الذي يجرى بموافقة المريض هو ما يسمى القتل الرحيم الطوعي. القتل الرحيم الطوعي قانوني في بلجيكا، لوكسمبورغ، هولندا وسويسرا، بعض ولايات الولايات المتحدة مثل أوريغون وواشنطن. عندما يتسبب المريض في الوفاة بمساعدة طبيب، غالبا ما يستخدم مصطلح المساعدة على الانتحار بدلا من ذلك.

### القتل الرحيم غير الطوعي
عندما تكون موافقة المريض غير متوفرة يسمى القتل الرحيم غير الطوعي. من الأمثلة على ذلك القتل الرحيم للأطفال، هو غير قانوني في جميع أنحاء العالم ما عدا في ظل ظروف محددة ومعينة في هولندا بموجب بروتوكول جرونينجن.

### القتل الرحيم القسري
عندما يجرى القتل الرحيم ضد إرادة المريض يسمى القتل الرحيم القسري.

## القرار الإجرائي
أيضا يمكن تقسيم القتل الرحيم الطوعي وغير الطوعي والقسري إلى مزيد من متغيرات سلبية أو نشطة. هناك عدد من الكتاب يرون أن هذه التصنيفات الإضافية مضللة وغير مفيدة.

### القتل الرحيم السلبي
القتل الرحيم نحو متزايد (سامة)، من مسكنات الألم الأفيونية يعد قتل رحيم سلبي أو نشط هو مسألة تفسير أخلاقية، إنما من أجل تهدئة ضمائر الأطباء، ينظر إليه عادة كإجراء سلبي.

### القتل الرحيم النشط
القتل الرحيم النشط ينطوي على استخدام مواد مميتة للقتل وهي الوسيلة الأكثر إثارة للجدل. قد يستخدم الفرد جهاز لتنفيذ القتل الرحيم الطوعي النشط على نفسه.

## موقف الإسلام من الموت الرحيم

### النهي عنه في القرآن الكريم
- قال الله تعالى: ((ولا تقتلوا أنفسكم إنَّ الله كان بكم رحيمًا)) [النساء: 29].
- قال تعالى: ((ولا تقتلوا النفس التي حرم الله إلا بالحق، ذلكم وصاكم به لعلكم تعقلون)) [الأنعام: 51].
- قال تعالى: ﴿وَمَنْ يَقْتُلْ مُؤْمِنًا مُتَعَمِّدًا فَجَزَاؤُهُ جَهَنَّمُ خَالِدًا فِيهَا وَغَضِبَ اللَّهُ عَلَيْهِ وَلَعَنَهُ وَأَعَدَّ لَهُ عَذَابًا عَظِيمًا ۝٩٣﴾ [النساء:93].

### النهي عنه في السنة النبوية
1- قتل المرء لنفسه:
- عن أبي هريرة  قال رسول الله ﷺ: ((مَن تَردَّى مِن جَبلٍ، أيْ: أسقَطَ نَفسَه مِنهُ فَقَتلَ نَفسَه، أيْ: تَعمَّدَ قَتلَ نَفسِه، فَهوَ في نارِ جَهنَّمَ يَتردَّى فيها خالِدًا مُخلَّدًا فيها أبدًا. وَمَن تَحسَّى، أيْ: تَجرَّع سُمًّا فَقتَلَ نَفسَه، أيْ: تَعمَّدَ ذَلكَ، فسُمُّه في يَدهِ يَتحسَّاه، أيْ: يَتَعاطاهُ ويَتجرَّعُه في نارِ جَهنَّمَ خالِدًا مُخلَّدًا فيها أبدًا. ومَنْ قَتلَ نَفسَه بحَديدَةٍ، أيْ: طَعنَ نَفسَه بسِلاحٍ وَغَيرِه، فَحَديدَتُه في يَدِه يَجأُ، أي: يَطْعُن بها في بَطنِه في نارِ جَهنَّمَ خالدًا مُخلَّدًا فيها أبدًا)).
- وفي صحيح الترمذي: ((من قتَلَ نفسَهُ بحديدةٍ جاءَ يومَ القيامَةِ وحديدتُهُ في يدِه يتوجَّأُ بِها في بطنِهِ في نارِ جَهنَّمَ خَالدًا مخلَّدًا أبدًا، ومن قَتلَ نفسَه بسُمٍّ فَسمُّهُ في يدِه يتحسَّاهُ في نارِ جَهنَّمَ خالدًا مخلَّدًا)).
قال ابن حجر العسقلاني: (وفي هذا الحديث تحريم قتل النفس، سواءً كانت نفس القاتل أو غيره... وفيه تحريم تعاطي الأسباب المفضية إلى قتل النفس).
- قال رسول الله ﷺ: ((كان فيمن قبلَكم رجلٌ به جُرْحٌ فجزِعَ. فأخذ سِكِّينًا فجزَّ بها يدَهُ، فما رقَأَ الدمُ حتى مات، فقال اللهُ: بادََرَني عبدِي بنفْسِهِ، فحرَّمْتُ عليه الجنةَ)).
- قال رسول الله ﷺ: ((لا يتمَنَّيَنَّ أحدُكم الموتَ مِنْ ضُرٍّ أصابَه، فإن كان لا بُدَّ فاعِلًا، فليقُلْ: اللَّهُمَّ أَحْيِنِي ما كانَتِ الحياةُ خيرًا لي، وتوفَّنِي إذا كانت الوَفاةُ خيرًا لي)).
2- قتل أحدهم لمؤمن قتلًا رحيمًا:
- قال رسول الله ﷺ: ((من أعانَ على قتلِ مُؤمنٍ بشطرِ كلمَةٍ جاءَ يومَ القِيامَةِ مَكتوبٌ بينَ عينيهِ آيسٌ من رحمةِ اللَّهِ)). تاريخ دمشق، ابن عساكر، 65/193.
- عن أبي هريرة رضي الله عنه قال: قال رسول الله ﷺ: ((اجتَنِبوا السَّبعَ الموبقاتِ . قيلَ: يا رسولَ اللَّهِ وما هي ؟ قالَ: الشِّركُ باللَّهِ، والشُّحُ، وقتلُ النَّفسِ الَّتي حرَّمَ اللَّهُ إلَّا بالحقِّ، وأَكْلُ الرِّبا، وأَكْلُ مالِ اليتيمِ، والتَّولِّي يومَ الزَّحفِ، وقَذفُ المحصَناتِ الغافِلاتِ المُؤْمِناتِ)).
- قال رسول الله ﷺ: ((فإنَّ دِمَاءَكُمْ، وأَمْوَالَكُمْ، وأَعْرَاضَكُمْ، بيْنَكُمْ حَرَامٌ، كَحُرْمَةِ يَومِكُمْ هذا، في شَهْرِكُمْ هذا، في بَلَدِكُمْ هذا)).
3- القتل الرحيم دون إذن المجني عليه، ولا إذن أولياءه:
تطبق عليه الأحاديث السابقة.

### حكم الفقهاء في القتل الرحيم
- فتوى الأزهر: قال الشيخ جاد الحق: (إن الموت من فعل الله تعالى.... وقتل النفس حرام إلا بالحق، وإنَّ قتل الرحمة ليس من الحق، إنما من المحرم قطعًا بالنصوص الشرعية).[19]
- عند الحنفية والشافعية: يرى الأحناف والشافعية أنَّ إعطاء الجاني الإذن بالقتل لا يبيح له قتل المجني عليه، ذلك أنَّ عصمة النفس التي عصمها الله بها لا تباح إلا بما نزل من الدين، وإنَّ رضا المجني عليه ليس أحد الأسباب التي نزل بها الدين لإباحة القتل، لذا فوجود هذا الرضا كعدمه، فيبقى الفعل محرمًا ويعاقب الجاني كالقاتل عمدًا.[20]
- عند المالكية: الراجح عندهم أنَّه حتى بوجود الإذن بالقتل فإنَّ ذلك لا يبيحه، ولا يسقط عقوبة الجاني، رغم أنَّ المجني عليه أبرأ وعفا عن الجاني مقدمًا بطلبه ذلك، والسبب في عدم الأخذ بذلك العفو عندهم أنَّ المجني عليه أبرأه عن حقٍ لم يستحقه أساسًا، فيعاقب الجاني كقاتلٍ متعمد.[21]
- الحنابلة: رأى الحنابلة أنَّه لا يجب أن يكون هنالك عقاب على الجاني، واستندوا في ذلك أنَّ المجني عليه قد عفى عنه حين أذن له بقتله، وإنَّ الإذن بالقتل هو عفو ضمني عن العقوبة.
- رأي مجمع الفقه الإسلامي الدولي: من بين القرارات التي أصدرها مجمع الفقه الإسلامي في دورته العاشرة هي وجود بعض الحالات التي لا يكون فيها المجني عليه إظهار الرضا عن الموت الرحيم، فيؤخذ بدلًا من ذلك إذن أوليائه:

1- نزع أجهزة الإنعاش عن المتوفى دماغيًا: قرر مجمع الفقه الإسلامي أنَّه يمكن القيام بهذا في حال أكدت لجنة طبية متخصصة موثوقة إصابة المريض بموت دماغي، لا أمل بعودته، ووصل مرحلة اللاعودة، يؤخذ حينها إذن أولياءه بإيقاف أجهزة الإنعاش، فيتوقف تنفسه وقلبه، وبالإشارة لهذا فلا يُعد إذن أولياء المريض شرطًا ولا إلزاميًا، إنما هو استشاري، فالفتوى أجازت نزع الأجهزة.
2- الإجهاض العلاجي الاضطراري: يُلجأ لهذا النوع في حالة وجود خطر يهدد حياة الأم في حالة استمرار الحمل، ويكون إجهاض الجنين هو الحل الوحيد لإنقاذ حياة الأم، مع استحالة الجمع بين حياة الأم وجنينها، فهنا على الطبيب تقديم حياة الأم على حياة جنينها. ويعزى ذلك إلى قاعدة «يرتكب أهون الشرين وأخف الضررين». أي أنَّه لا يشترط إذن الأم، ولا الأب، ذلك أنَّها حالة ضرورة، ويكتفى بقرار الطبيب الثقة.

## موقف البيوتيقا أو علم الأخلاقيات من الموت الرحيم

### الكرامة الإنسانية والموت الرحيم
إن مبدأ احترام الكرامة الإنسانية داخل القالب البيوتيقي وحتى الأخلاقي هومن أهم المبادئ التي تقر بها المواثيق الدولية. لقد تغيرت مفاهيم الموت في الفكر الغربي , وأصبح الموت اختيار بحسب الحالة المرضية التي يعاني منها الجسد العليل , وقد اعتبر العديد من الهيئات أن قتل المريض هو بمثابة شفقة أو حفاظا على كرامته .
إن أخلاقيات المهنة الطبية تلزم الطبيب المعالج باحترام الحياة الإنسانية والشخصية للمريض في جميع الظروف وهو ما يشكل واجبا أساسيا للطبيب. ومن أول واجبات الطبيب المحـافظة على حياة المريض و التخفيف من آلامه  والعودة به إلى حالة الصحة .يحرم على الطبيب التعجيل بوفاة المرضى الميؤوس من شفائهم ، أولئك الذين يعانون من آلالم مبرحة  أو أن يستجيب لرغبة المريض أو غيره في إنهاء حياته بما يسمى الموت الرحيم أو القتل بدافع الشفقة . كما لا يجوز للطبيب أن يشارك في قتل الرحمة السلبي بامتناعه عن إعطاء العالج للمريض أو تركيب أجهزة الإنعاش الصناعي مما يؤدي إلى توقف الحياة و تركه يموت من نفسه . فالطبيب مسؤول في كلتا الحالتين معرض للمساءلة الجنائية.
معظم قوانين أخلاقيات و آداب مهنة الطب تنص بصراحة بأنه لا يسمح للأطباء بما يسمى الموت الرحيم أو الموت الطيب أو الموت بقصد إنهاء معاناة المريض الميئوس من شفائه ، وتعتبره قتلا عمدا يعاقب عليه القانون .ومن أمثلة ذلك المادة الثانية من قانون أخلاقيات مهنة الطب في فرنسا " يجب على الطبيب أن يسعى إلى تخفيف آلام المريض ، ولا يجوز له حتى في الحالات التي تبدو أنها ميئوس منها أن يعجل بموت المريض بصورة معتمدة ".

## الوضع القانوني

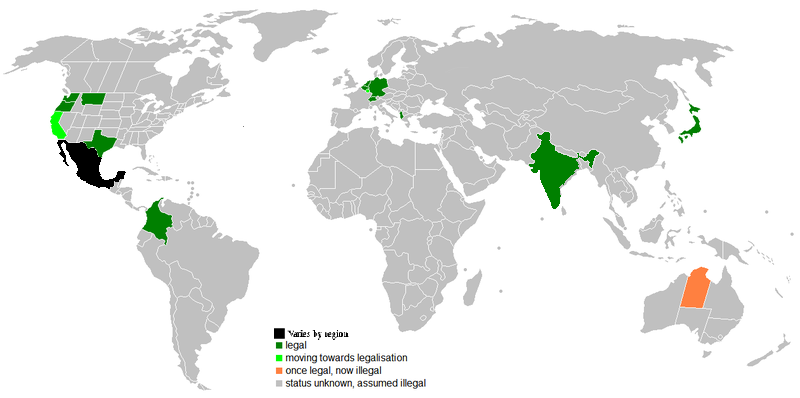
خريطة لشرعية القتل الرحيم.

في موسوعة ويست للقانون الأمريكي تنص أن القتل الرحيم بصفة عامة يعد «جريمة قتل» ، عادة ما تستخدم كمرادف لجرائم القتل التي ارتكبت بسبب طلب تقدم به المريض.
المعنى القضائي للقتل يشمل أي تدخل يتم بهدف واضح لإنهاء الحياة، حتى لو كان ذلك يؤدي للتخفيف من معاناة مستعصية على الحل. ليس كل جرائم القتل غير قانونية. هناك بعض من جرائم القتل التي لا تنطوي عليها أي عقوبة جنائية عندما يكون لها ما يبررها أو عذر مقبول. في معظم البلدان ليس هذا هو الوضع القانوني للقتل الرحيم. مصطلح «القتل الرحيم» عادة ما يقتصر على النوع النشط، يذكر موقع جامعة واشنطن على الإنترنت «القتل الرحيم يعني بوجه عام أن الطبيب سيعمل بشكل مباشر، على سبيل المثال عن طريق إعطاء حقنة قاتلة، لإنهاء حياة المريض». من هنا فالانتحار بمساعدة الطبيب لا يصنف على أنه قتل رحيم من قبل الولاية الأمريكية أوريغون، حيث أنه قانوني بموجب قانون ولاية أوريغون للموت والكرامة، على الرغم من الاسم، فإنه لا يصنف قانونيا على أنه انتحار أيضا. خلافا للانتحار بمساعدة طبيب، فإن حجب أو سحب العلاجات التي تساعد في استمرار الحياة بموافقة المريض (الطوعية) يعد قانونيا على الأقل في الولايات المتحدة بالإجماع. استخدام دواء مسكن للألم من أجل تخفيف المعاناة، حتى لو كان يعجل الموت، تم اعتباره قانونيا في العديد من قرارات المحاكم. ومن أشهر قضايا القتل الرحيم قضية الطبيب الأمريكي جاك كيفوركيان الذي تعرض للسجن لمدة ثمان سنوات بتهمة القتل من الدرجة الثانية لمساعدته 130 مريض على إنهاء حياتهم.
بعض الحكومات في جميع أنحاء العالم لديها تشريع يسمح بالقتل الرحيم الطوعي ولكن بصفة عامة في العالم لا تزال جريمة قتل جنائية. في هولندا وبلجيكا، حيث تم تشريع القتل الرحيم، فإنها لا تزال تعتبر قتلا على الرغم من أن مرتكبها (الطبيب) لا تتم ملاحقته قضائيا ولا يعاقب طالما أنه استوفى بعض الاستثناءات القانونية المعينة.
قضت المحكمة الدستورية الألمانية في 26 فبراير 2020 بعدم دستورية مادة في قانون العقوبات الألماني تحظر على العاملين في المستشفيات مساعدة المرضى الذين يطلبون المساعدة على الموت الرحيم.

## الأطباء والقتل الرحيم
بحسب استطلاع في الولايات المتحدة سُئل أكثر من 10,000 من الأطباء عن القتل الرحيم وبحسب الاستطلاعات فان ما يقارب من 16% من الأطباء توافق على القيام بتوقيف حياة المريض إذا طلبت الأسرة ذلك، حتى ولو كان يعتقد أنه من السابق لأوانه. بينما ما يقارب 55% منهم رفضوا، أما 29% المتبقية، فكان جوابها بأنه يعتمد على الظروف.
حسب نفس الدراسة ذكرت أيضاً أن ما يقارب 46% من الأطباء يتفقون على أنه ينبغي أن يسمح للأطباء بالمساعدة في إنهاء حياة المريض في بعض الحالات؛ بينما رفض 41%، والباقي 14% حسب الحالة.